# الهيئة العامة لميناء الإسكندرية
الهيئة العامة لميناء الإسكندرية هي هيئة حكومية مصرية تابعة لوزارة النقل، وهي المسؤولة عن إدارة وتشغيل ميناء الإسكندرية، ميناء الدخيلة، ومستقبلاً ميناء المكس، أنشأت بالقانون رقم 6 لسنة 1967.

## الموانئ التابعة
تشرف الهيئة على عدة موانئ:
- ميناء الإسكندرية
- ميناء الدخيلة
- ميناء المكس الجديد

## وصلات خارجية
- الموقع الرسمي للهيئة.